# Naohiro Ishikawa
Naohiro Ishikawa (født 12. maj 1981) er en japansk fodboldspiller.

## Japans fodboldlandshold
| Japans landshold | Japans landshold | Japans landshold |
| År               | Kmp              | Mål              |
| ---------------- | ---------------- | ---------------- |
| 2003             | 1                | 0                |
| 2004             | 1                | 0                |
| 2005             | 0                | 0                |
| 2006             | 0                | 0                |
| 2007             | 0                | 0                |
| 2008             | 0                | 0                |
| 2009             | 2                | 0                |
| 2010             | 1                | 0                |
| 2011             | 0                | 0                |
| 2012             | 1                | 0                |
| Total            | 6                | 0                |